# Transports publics neuchâtelois
La Transports publics neuchâtelois (TransN) è un'azienda svizzera che svolge il servizio di trasporto pubblico nel canton Neuchâtel.

## Storia
La società è nata il 27 giugno 2012 dalla fusione di due società preesistenti: 
- Transports régionaux neuchâtelois (TRN), attiva nel nord del cantone e nata nel 1999[3] dalla fusione di Chemins de fer des Montagnes Neuchâteloises (CMN), Chemin de fer régional du Val-de-Travers (RVT) e Transports du Val-de-Ruz (VR), e che a sua volta aveva assorbito nel 2005 la Transports en commun de La Chaux-de-Fonds (TC)[1];
- Compagnie des Transports en commun de Neuchâtel et environs (TN), attiva nella zona di Neuchâtel e nata nel 1894.

La nuova società è stata costituita con effetto retroattivo al 1º gennaio 2012.

## Società
La società è una società anonima con azionisti principali il canton Neuchâtel (42%), le città di La Chaux-de-Fonds (13%), Neuchâtel (16%) e gli altri comuni interessati (19%) e la Confederazione (5%).

## Esercizio
TransN gestisce la tranvia Neuchâtel-Boudry, la rete filoviaria di Neuchâtel, le funicolari di Neuchâtel (Écluse-Plan, La Coudre-Chaumont e Stazione-Università), le ferrovie Le Locle-Les Brenets, La Chaux-de-Fonds-Les Ponts-de-Martel, Travers-Fleurier-Buttes e diverse autolinee urbane ed extraurbane a Neuchâtel, La Chaux-de-Fonds e Le Locle. Dal 2015 collabora con le FFS per l'esercizio della ferrovia Neuchâtel-La Chaux-de-Fonds-Le Locle. Complessivamente la rete è lunga 281 km.
Fino al 2014 ha gestito anche la rete filoviaria di La Chaux-de-Fonds, soppressa in quell'anno.
La società fa parte della comunità tariffaria Onde Verte insieme a BLS, AutoPostale Svizzera, FFS e CJ.

## Flotta
Nel 2017 la flotta TransN consiste in:
- 100 autobus (di cui 30 articolati, 64 a due assi e 6 ibridi);
- 33 filobus;
- 5 carrozze per funicolari;
- 34 tra carrozze e motrici ferrotranviarie.